# Robin Williams
Robin McLaurin Williams (Chicago, Illinois, 21. srpnja 1951. – Paradise Cay, Kalifornija, 11. kolovoza 2014.) bio je američki glumac nagrađen Oscarom 1997. za sporednu ulogu u Dobri Will Hunting te mnogim drugim filmskim nagradama.
Od prve filmske uloge 1980. godine (Popeye) do 2009. glumio je u preko 80 filmskih uloga (računaju se nastupi kako u filmovima tako i u TV serijama).

## Vanjske poveznice
- Robin Williams u internetskoj bazi filmova IMDb-u (engl.)